# Sigrid Schauman

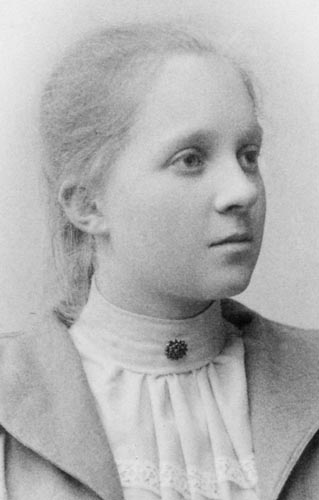
Sigrid Schauman um 1900

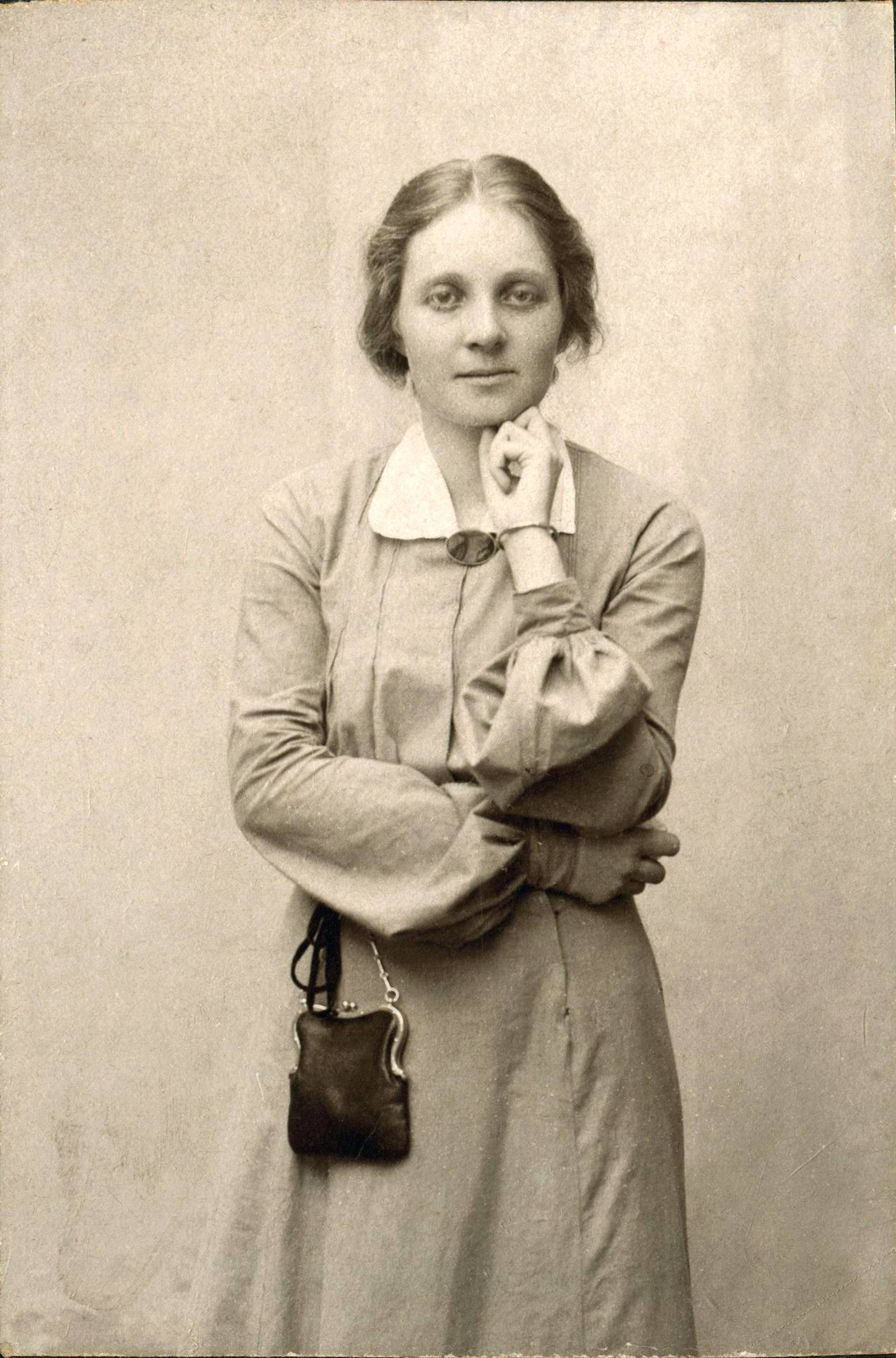
Sigrid-Schauman, 1901

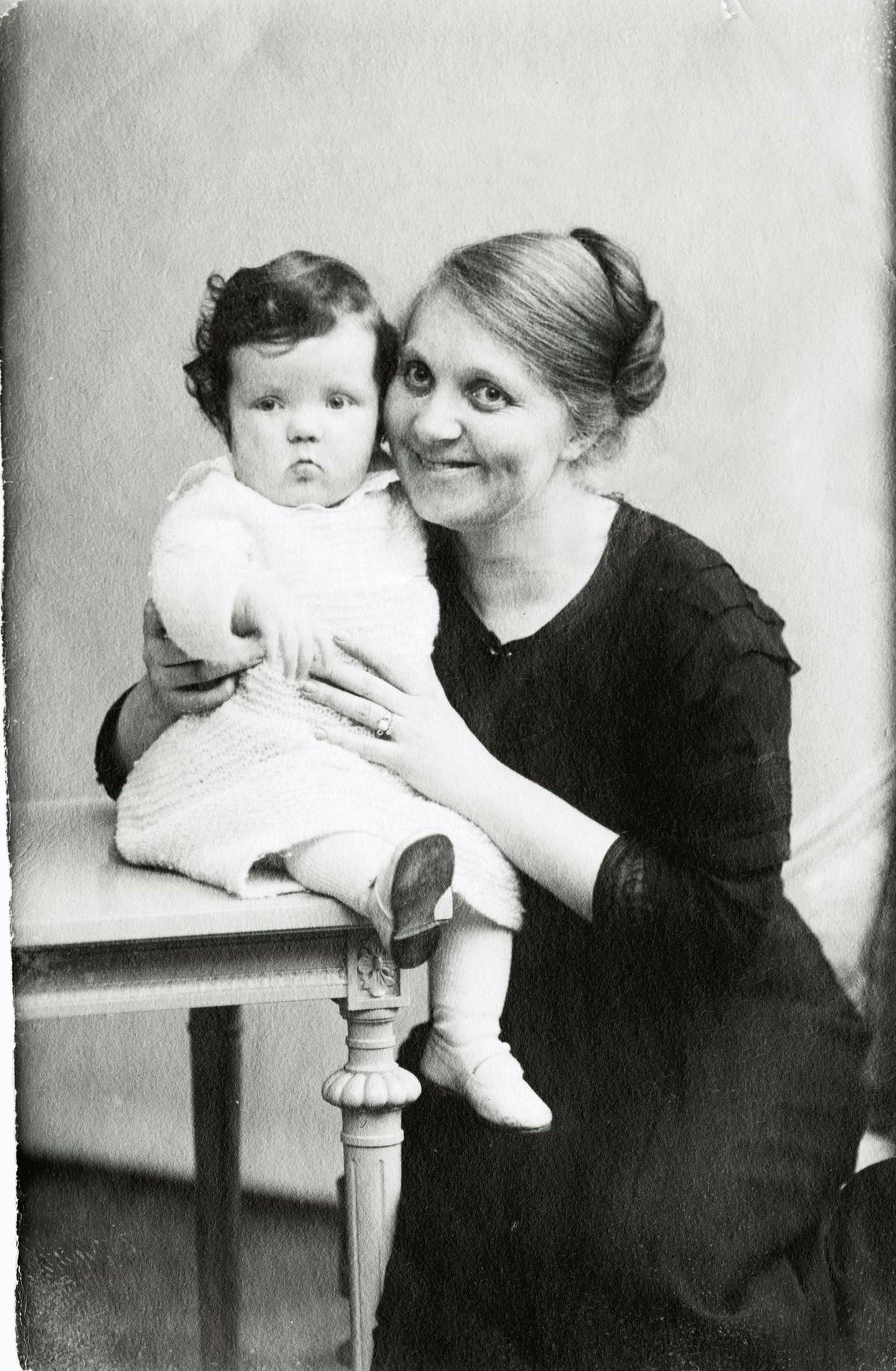
Sigrid Schauman mit ihrer Tochter Elisabeth, 1914

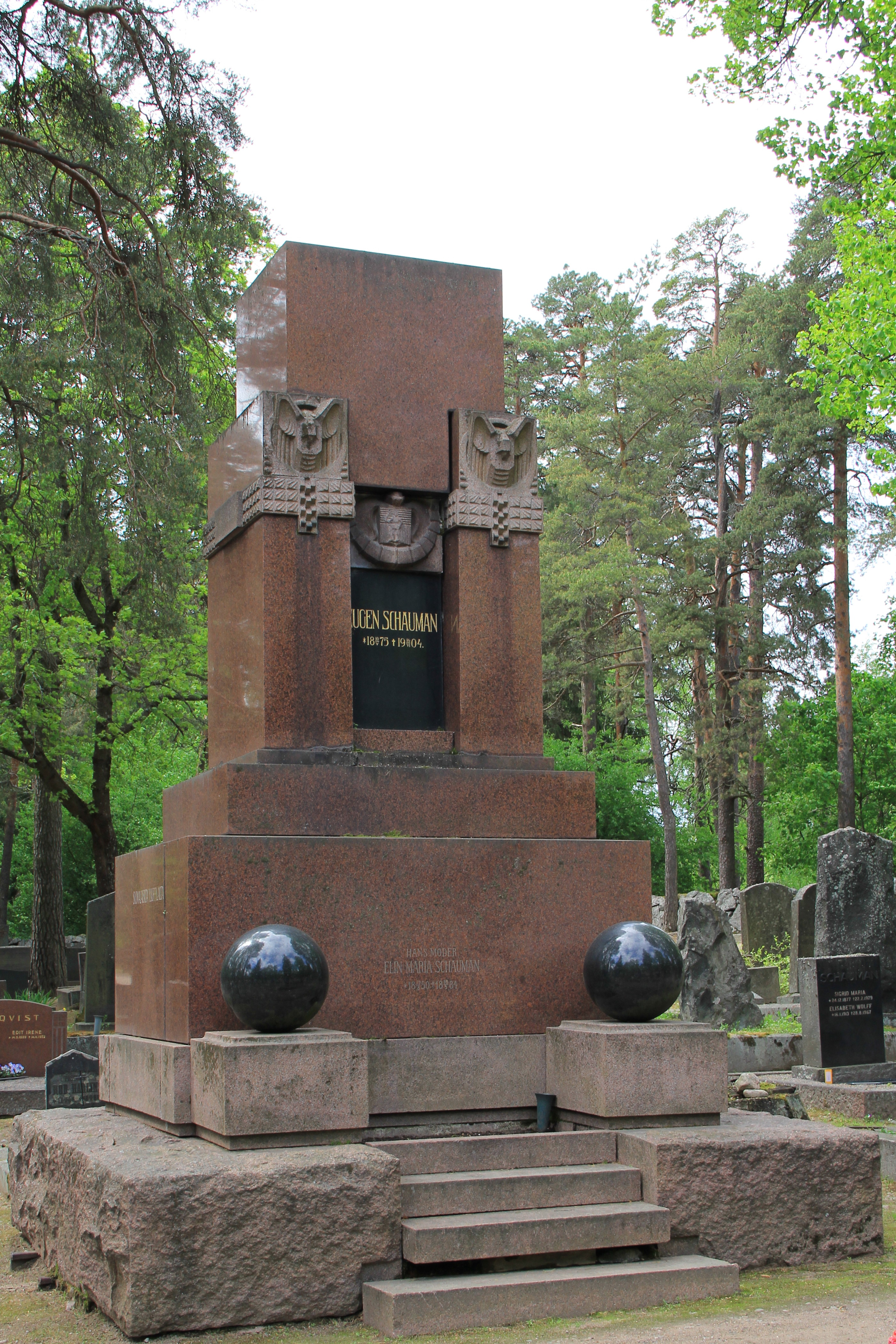
Grabdenkmal von ihrem Bruder Eugen Schauman auf dem Näsinmäki-Friedhof, Porvoo, Finnland. Es wurde von dem Architekten Valter Jung entworfen und 1910 enthüllt. Auch Schaumans Mutter Elin Schauman (1850–1884) ist dort begraben. Rechts neben dem Grabdenkmal ist das Grab von Sigrid Schauman und ihrer Tochter Elisabeth Wolff

Sigrid Maria Schauman (* 24. Dezember 1877 in Tschuhujiw, Ukraine; † 22. Februar 1979 in Helsinki, Finnland) war eine finnische Malerin und Kunstkritikerin.

## Leben und Werk
Die Finnlandschwedin Schauman war das dritte von sechs Kindern und die einzige Tochter von Elin Maria Schaumann und Generalleutnant Fredrik Waldemar Schauman. Ihre Familie musste aufgrund der Militärkarriere ihres Vaters im Ausland leben und zog von Tschuhujiw nach Lublin und dann nach Radom. Nach dem Tod ihrer Mutter zog die Familie 1885 nach Finnland. Der Vater heiratete erneut und die Familie lebte bis 1889 in Sankt Petersburg. Sigrid ging in Helsinki zur Schule und studierte von 1899 bis 1901 und 1904 an der Zeichenschule des Finnischen Kunstvereins (schwedisch Finska Konstföreningens ritskola) bei Carl Jahn, Albert Gebhard und Helene Schjerfbeck. Neben Landschaften malte sie Porträts und Selbstporträts. 1901 nahm sie erstmals an einer Kunstausstellung im Ateneum teil.
Nach Abschluss ihres Studiums reiste Schauman ins Ausland. Sie studierte zunächst von 1904 bis 1906 im Atelier von N.V. Dorph in Kopenhagen, dann von 1908 bis 1910 in Italien und 1910 in Paris an der Académie de la palette und in Ägypten. Zu ihren wichtigsten künstlerischen Kontakten zählten zwei Vertreter des Orphismus, Sonia Delaunay-Terk und Robert Delaunay, deren Umgang mit Farbe und Licht sich in ihren Gemälden nachvollziehen lässt. Als Schauman nach Finnland zurückkehrte, zog sie mit dem Geschäftsmann Reguel Wolff zusammen, der kurz nach der Geburt der gemeinsamen Tochter starb.
Sigrid Schauman starb im Alter von 101 Jahren in Helsingfors (finnisch Helsinki). Sie wurde auf dem Näsebacken-Friedhof in Borgå (finnisch Porvoo) beigesetzt, wo sich ihr Grab neben dem ihres Bruders Eugen befindet.

## Kunstkritikerin
Als Alleinversorgerin arbeitete Schauman von 1920 bis 1949 als Kunstkritikerin bei der Dagens Press, ab 1922 bei der Svenska Pressen und ab 1944 bei der Nya Pressen. Insgesamt veröffentlichte sie mehr als 1500 Kunstkritiken, Interviews und Reisebeschreibungen. Sie gehörte mit ihrer Kollegin Signe Tandefelt mehrere Jahrzehnte zu den führenden finnlandschwedischen Tageszeitungskritikerinnen.
Zu Beginn ihrer Karriere war sie bekannt als Kritikerin der finnlandschwedischen Künstler und machte auch auf die finnischen Künstler aufmerksam. Später konzentrierte sie sich auf die schwedischsprachigen Künstler und die nordischen Länder. Sie schrieb Kunstkritiken über die Arbeiten von Wäinö Aaltonen, Tyko Sallinen, Juho Rissanen, Magnus Enckell, Verner Thomé, Ellen Thesleff, William Lönnberg und Rabbe Enckell und Torger Enckell.

## Künstlerkarriere
Nach dem Zweiten Weltkrieg arbeitete Schauman von 1945 bis 1946 als Lehrerin an der Freien Kunstschule, wo auch die Malerin Pirkko Lanto zu ihren Schülern gehörte. Schauman ging 1949 in den Ruhestand, malte aber mit einem Stipendium der Stadt Helsinki und einer staatlichen Künstlerrente weiter. Nach ihrem Ausscheiden aus dem Kritikergeschäft lebte sie ab 1949 zehn Jahre in Frankreich und Italien. Sie hatte von 1947 bis 1951 auch Gelegenheit, die Arbeit von Henri Matisse in der Chapelle du Rosaire de Vence in Vence zu verfolgen.
Sie war eine Kritikerin der Ostpolitik von Urho Kekkonen, antikommunistisch und war Mitglied der Constitutional Right Party unter dem Vorsitz ihres Freundes Georg C. Ehrnooth. Schaumans Widerstand äußerte sich darin, dass sie 1953 den Orden des Löwen von Finnland an den Künstlerverband zurückgab und erklärte, sie werde die Medaille nicht annehmen, weil sie von dem damaligen Ministerpräsidenten Kekkonen verliehen worden sei.
Einen künstlerisch zentralen Stellenwert haben in ihrer späteren Malerei die Aktbilder, dennoch malte sie auch weiterhin viele Landschaften und Porträts. Sie war die einzige Frau, die der 1956 in Helsinki gegründeten Künstlergruppe Prisma angehörte. Schaumans eingeschränktes Sehvermögen hinderte sie Ende der 1960er Jahre daran, weiter zu malen. Im Alter von 86 Jahren hatte sie ihre erste Einzelausstellung und noch ein Jahr vor ihrem Tod nahm sie an einer retrospektiven Ausstellung zu Ehren ihres 100. Geburtstags im Amos Rex Museum teil. Für ihre künstlerischen Verdienste wurde ihr im selben Jahr die Prinz-Eugen-Medaille des schwedischen Königs verliehen.
Ihre Arbeiten befinden sich in Helsinki im Amos Anderson Kunstmuseum, im Kunstmuseum Ateneum, im Didrichsen Kunstmuseum, im Kunstmuseum der Stadt Helsinki, in der Villa Gyllenberg, im Kunstmuseum Gösta der Stadt Mänttä, im Åländischen Kunstmuseum von Mariehamn, im Kunstmuseum Turku, in Stockholm im Moderna Museet, im Kunstmuseum Göteborg, in Oslo in der Nationalgalerie, in der Bildergalerie Bergen und in Kopenhagen im Statens Museum for Kunst. Am 11. Februar 2022 wird im Ateneum in Helsinki die Ausstellung Moderni nainen – Modern Woman – Den Moderna Kvinnan mit Werken von Helene Schjerfbeck, Sigrid Schauman, Ellen Thesleff, Elga Sesemann, Hilda Flodin, Sigrid af Forselles, Gunvor Grönvik, Eila Hiltunen, Lea Ignatius und Helmi Kuusen  eröffnet.

## Werke (Auswahl)
- 1910: Rantamaisema (Strandlandschaft)
- 1910: Die Landschaft Ägyptens
- 1932: View from Villa Hakasalmi
- 1933: Rantamökki – Stuga vid Strand
- 1934: Porvoosta
- 1934: Borgå
- 1941: Motiv från förstad
- 1946: Näkymä kaivopuistosta
- 1948: Stadsträdgården i Helsingfors
- 1949: Menton syksy (Der Herbst von Menton)
- 1953: Villa Aurelia
- 1958: Akt
- 1959: Motiv från Tölö